# Digital Multilayer Disk
Il Digital Multilayer Disk, abbreviato in DMD, è il supporto ottico sviluppato da D Data a partire dalla tecnologia usata per il FMD che era stato sviluppato da una società che ha ormai chiuso l'attività, la Constellation 3D.
Il termine "Disk" viene usato intenzionalmente al posto del corretto "Disc"; questo infatti è il nome con cui viene menzionato sul sito della D Data.
Attualmente viene promosso l'HD DMD (HD: High Definition - alta definizione) come disco ottico per la visione di film ad alta definizione con tecnologia HD con tagli da 20 GB, 50 GB e 100 GB.
Questi dischi implementano ancora una tecnologia a laser rosso, riuscendo però a raggiungere, grazie al materiale fluorescente di cui sono fatti, grandi capacità di archiviazione dati.